# Бринк, Бриджит
Бриджит Энн Бринк (англ. Bridget Ann Brink) — американский дипломат. Посол США на Украине (19 мая 2022 — 10 апреля 2025).

## Ранние годы и образование
Окончила среднюю школу города Ист-Гранд-Рапидс (Мичиган) в 1987 году. Бринк получила степень бакалавра политических наук в Кеньон-колледже и степень магистра международных отношений и политической теории в Лондонской школе экономики и политических наук.

## Карьера
Поступила на работу в Государственный департамент США в 1996 году. С 1997 по 1999 год работала консульским сотрудником по политическим вопросам в посольстве США в Белграде. До 2002 года работала на Кипре, а затем — специальным помощником по Европе заместителя государственного секретаря по политическим вопросам (до 2004 года). С 2005 по 2008 год занимала должность начальника политико-экономической службы в Тбилиси.
Затем стала заместителем директора по делам Южной Европы в Государственном департаменте США, после чего вошла в Совет национальной безопасности США в качестве куратора по району Эгейского моря и Южному Кавказу, где координировала внешнюю политику США в отношениях с Турцией, Грецией, Кипром, Грузией, Азербайджаном и Арменией. В 2011 году вернулась в Грузию в качестве заместителя главы посольства США в Тбилиси.
С 2014 по август 2015 года — занимала должность заместителя главы дипмиссии США в Ташкенте, Узбекистан.

### Посол США в Словакии
В мае 2019 года президент США Дональд Трамп назначил Бринк послом в Словакии. 22 мая 2019 года комитет Сената США по международным отношениям положительно сообщил о её выдвижении. Утверждение Сенатом состоялось 23 мая 2019 года.
Бринк приняла присягу в качестве посла США в Словацкой Республике 1 июля 2019 года, и вручила верительные грамоты президенту Словакии Зузане Чапутовой 20 августа 2019 года.

### Посол США для Украины
25 апреля 2022 года была назначена президентом Джо Байденом новым послом США для Украины. На следующий день её кандидатура была отправлена в Сенат, на рассмотрение в комитет по иностранным делам. Кандидатура утверждена Сенатом 18 мая 2022 года, а 30 мая Бринк вручила свои верительные грамоты президенту Украины Владимиру Зеленскому.
2 января 2024 года озвучила решение Государственного Департамента США наносить удары реактивными системами HIMARS по территории России.
10 апреля 2025 года стало известно о том, что Бриджит Бринк подала в отставку с должности посла и возвращается в Соединённые Штаты. Среди причин называется «сочетание личных и политических проблем», в частности массовые увольнения в Агентстве США по международному развитию, резкая переориентация политики администрации Дональда Трампа и натянутые отношения с офисом президента Украины.

### Дальнейшая деятельность
18 июня 2025 года Бринк объявила, что будет баллотироваться на праймериз Демократической партии в Палату представителей США в 7-м избирательном округе штата Мичиган, против действующего конгрессмена-республиканца Тома Барретта в 2026 году.

## Личная жизнь
Бринк замужем за Николасом Хиггинсом (род. 1973), который также работает в дипломатической службе США, имеет двоих сыновей. Говорит на английском, русском, сербском, грузинском и французском языках.